# San Francisco (Agusan del Sur)
San Francisco ist eine philippinische Stadtgemeinde in der Provinz Agusan del Sur. Sie hat 74.542 Einwohner (Zensus 1. August 2015).

## Baranggays
San Francisco ist politisch unterteilt in 27 Baranggays.
| - Alegria - Bayugan - Borbon - Caimpugan - Ebro - Hubang - Lapinigan - Lucac - Mate - New Visayas - Pasta - Pisa-an - Barangay 1 (Pob.) - Barangay 2 (Pob.) | - Barangay 3 (Pob.) - Barangay 4 (Pob.) - Barangay 5 (Pob.) - Rizal - San Isidro - Santa Ana - Tagapua - Bitan-agan - Buenasuerte - Das-agan - Karaus - Ladgadan - Ormaca |